# 神奈中情報システム
株式会社神奈中情報システム（かなちゅうじょうほうしすてむ、英称：KANACHU INFORMATION SYSTEM Co.,Ltd.）は神奈川県平塚市に本社を置く、コンピューター関連機器及び、情報関連機器の開発、販売、保守を行う会社。小田急グループおよび神奈中グループに属する。

## 概要
2002年4月1日設立。コンピュータソフトウェア、ハードウェアならびに周辺機器の開発、販売、保守や、 IT関連の人材教育、神奈中グループ向けのソフトウェア開発・保守（神奈中バスのバスロケーションシステムなど）を行う会社である。

## 事業内容
一般企業へは、
- 給与管理システム
- 会計システム
- ホテルシステム
- セキュリティシステム

などの開発、販売、保守を行う。 
また、自身が神奈中グループの企業のため、
- 時刻表・運賃案内
- ダイヤ自動編成システム
- 経理システム

などのグループ向けのソフトウェア開発も行う。